# Annet-sur-Marne
Annet-sur-Marne je francouzská obec ve východní části metropolitní oblasti Paříže, v departementu Seine-et-Marne, Île-de-France.

## Geografie
Sousední obce: Claye-Souilly, Vinantes, Fresnes-sur-Marne, Courtry, Précy-sur-Marne, Villevaudé, Thorigny-sur-Marne a Jablines.

## Vývoj počtu obyvatel
Počet obyvatel

## Památky
- zámky Étry, Louche a Sannois

## Osobnosti obce
- Camille Flers, malíř

## Partnerská města
- Gordes